# El Attaf (distrito)
El Attaf é um distrito localizado na província de Aïn Defla, no norte da Argélia.[carece de fontes?] Sua capital é El Attaf.

## Municípios
O distrito está dividido em dois municípios:
- El Attaf
- Tiberkanine